# Bayehon
De Bayehon is een beek in de Belgische Provincie Luik die uitmondt in de Warche. 
De bron van de Bayehon is gelegen in het gebied van de Hoge Venen in de omgeving van de berg het Signaal van Botrange. De beek mondt uit in de Warche (links), net beneden de Burcht  Reinhardstein, in de omgeving van Robertville. De beek heeft de waterval van de Bayehon die de op de Waterval van Reinhardstein na de grootste van België is.